# Dominion (serie televisiva)
Dominion è una serie televisiva d'azione statunitense, creata da Vaun Wilmott.

## Produzione
La serie prende luogo 25 anni dopo le vicende narrate nel film Legion. Prodotta da Bold Films e Sony Pictures Television, è andata in onda per la prima volta il 19 giugno 2014 sul canale statunitense Syfy. In Italia la serie è stata trasmessa su Rai 4 dal 10 giugno 2015.
L'episodio pilota è stato ordinato da Syfy il 25 dicembre 2013. Il 25 settembre 2014 la serie viene rinnovata per una seconda stagione da 13 episodi.
Il 14 ottobre 2015 Syfy ha cancellato la serie dopo due stagioni.

## Trama
Dopo la battaglia tra gli arcangeli Michele e Gabriele, quest'ultimo ha intrapreso una campagna militare per sottomettere l'umanità, aiutato da un esercito di angeli. Nel futuro post-apocalittico creatosi, sono sorte delle città a protezione degli umani superstiti, aiutati dall'arcangelo Michele.

## Episodi
| Stagione         | Episodi | Prima TV originale | Prima TV Italia |
| ---------------- | ------- | ------------------ | --------------- |
| Prima stagione   | 8       | 2014               | 2015            |
| Seconda stagione | 13      | 2015               | 2016            |

## Cast

### Personaggi principali
- Sergente di 1ª classe Alex Lannon, interpretato da Christopher Egan: un soldato giovane e ribelle appartenente all'Armata dell'Arcangelo. È il figlio di Charlie (dal film Legion) e innamorato di Claire. Scopre di essere il Prescelto, il salvatore dell'umanità, al centro del Saviorism, la religione dominante a Vega.
- Michael, interpretato da Tom Wisdom: Il più grande fra gli Arcangeli, che combatte Gabriel e la sua armata di Posseduti, per la sopravvivenza del genere umano. Sorveglia Vega, la sua nuova casa, dagli attacchi degli angeli. Per aiutarlo nell'impresa ha costituito l'Armata dell'Arcangelo, che comanda come prima linea di difesa di Vega. Michael è alleato del Generale Riesen, guida e protettore di Alex e amante di Becca.
- Claire Riesen, interpretato da Roxanne McKee: Insegna agli orfani della città e crede nel Saviorism. Come figlia di Riesen, è l'erede del seggio del padre come capo della città. Si oppone fermamente al sistema di caste creato a Vega, e la sua difesa del popolo la rende molto amata dalla gente. È legata ad Alex (una relazione proibita conosciuta a pochi) ma è fidanzata con William, un'alleanza politica voluta dal padre per difenderla dall'eccessivo desiderio di potere di David. Claire chiude la sua relazione con Alex per fidanzarsi con William e poi succedere al padre come guida della città. Si opporrà a William e lo farà rinchiudere una volta scoperto che lui è il capo degli Accoliti Neri che venerano Gabriel.
- Principe William Whele, interpretato da Luke Allen-Gale: È il figlio di David e guida la Chiesa del Savior. È fidanzato con Claire che ama fin da bambino. Mentre finge di seguire Alex quale Prescelto, in segreto è il capo degli Accoliti Neri che venerano Gabriel. Sposa Claire che lo allontana una volta scoperto il suo ruolo come Accolito Nero. Una volta scoperto anche il padre lo caccia dalla città mandandolo da solo nel deserto.
- Arika/Evelyn, interpretato da Shivani Ghai: In missione diplomatica dalla città di Helena, l'unica con una forza aerea, è presentata come la consorte della Regina Evelyn guida della città. È stata inviata a Vega con una delegazione per stringere rapporti di pace. Per farlo, Arika inizia una relazione con David. Viene gettata in prigione dopo che uno dei membri del suo gruppo uccide Jeep, il padre di Alex. Più tardi si rivela che Arika in realtà è Evelyn stessa ed ha una relazione con Uriel. Hanno anche loro dei piani per il prescelto.
- Console Becca Thorn, interpretato da Rosalind Halstead: Capo della Casata Thorn, è uno dei membri del Senato della città, a capo del personale scientifico e medico. È il medico personale di Riesen, l'unica a conoscere le gravi condizioni del suo cuore. È la migliore amica di Claire e l'amante di Michael. Verrà alla luce che Becca ha eseguito esperimenti sugli angeli superiori per determinare le loro debolezze. Gabriel la smaschererà davanti a Michael riaccendendo in lui l'odio per gli esseri umani, come risultato Michael uccide Becca e molti altri soldati della sua stessa armata.
- Console David Whele, interpretato da Anthony Head: Capo della Casata Whele e padre di William, è uno dei senatori della città e segretario del commercio. Non ha regole e rispetta solo Riesen, l'unico ad avere un grado superiore al suo, anche se manovra nell'ombra per deporlo e guidare la città tramite suo figlio e Claire una volta sposati. Prima della guerra era un predicatore televisivo e usa la psicologia della fede per consolidare la sua posizione. Si oppone al Saviorism e considera Alex una minaccia ai suoi piani per raggiungere il controllo di Vega
- Generale Edward Riesen, interpretato da Alan Dale: Capo della casata Riesen è il padre di Claire e Signore della Città. Durante la guerra è stato una figura chiave, guidando l'umanità alla vittoria proprio sulla soglia dell'estinzione. Ha riorganizzato gli uomini diventando il loro leader. Dopo quasi due decenni di guerra Riesen ha aiutato a distruggere l'armata angelica. Dopo la guerra lui e i suoi consiglieri più vicini hanno fondato la città fortificata di Vega. Ispirato dai suoi studi a West Point, Riesen ha lavorato con il Senato per la creazione del sistema V, un rigido ordine sociale che assicura un ruolo per ogni cittadino. Nelle intenzioni di Risien il sistema doveva essere temporaneo e per questo condivide con la figlia il desiderio di modificarlo. Desidera dimettersi per permettere la transizione di Vega verso la democrazia. Ha mantenuto segreti I suoi problemi di cuore, rivelandoli solo a Becca, il suo medico, anche se alla fine lo rivela alla figlia, per motivarle il suo fidanzamento con William. Riesen ha una relazione con Clementine, una "8-ball" entrata nel corpo di sua moglie. Mantiene il suo ruolo nonostante I tentativi di David di deporlo, anche se alla fine, lascia volontariamente Vega per Delphi, lasciando che Claire gli succeda come governante della città.
- Gabriel, interpretato da Carl Beukes: L'Arcangelo a capo dell'armata degli angeli, li guida verso una guerra per eliminare il genere umano, da lui ritenuto responsabile della scomparsa del Padre. È geloso della posizione di favoriti ricoperta dagli uomini agli occhi del Padre e arrabbiato degli abusi che hanno compiuto verso la terra che lui ritiene invece appartenere agli angeli. È il fratello di Michael e gli confida di credere che l'eliminazione del genere umano farà tornare Dio. Nonostante il loro conflitto Gabriel spera ancora di riaccendere in Michael l'odio per gli uomini e riportarli quindi dalla stessa parte, per questo manovra il suo discepolo William per far in modo che Alex vada da lui volontariamente, uno sforzo che riesce dopo che Gabriel minaccia Alex di distruggere Vega e uccidere Noma.

### Personaggi secondari
- Uriel, interpretato da Katrine De Candole: Arcangelo, sorella di Michael e Gabriel, riappare dopo essere rimasta nascosta dalla fine della guerra. Promette appoggi nella nuova guerra sia a Michael che a Gabriel. Si scopre che ha una relazione con Evelyn. Le due hanno infatti i loro progetti per il Prescelto.
- Jeep Hanson, interpretato da Langley Kirkwood: È il padre adottivo di Alex e il marito di Charlie (dal film Legion), è un eroe di Vega, che si presume morto durante la guerra, è conosciuto come il Profeta del Prescelto. Ritorna a Vega dopo 14 anni in cui ha lavorato instancabilmente per decifrare I tatuaggi del suo corpo, mentre Michael proteggeva e sorvegliava Alex, che lo odia per averlo abbandonato e fatto finire come un V1 un orfano di strada. Roan, un angelo superiore, nelle sembianze di un bambino umano, lo uccide poco dopo il suo ritorno. Dopo la sua morte Michael rivela ad Alex quanto il padre lo amasse e solo su suo ordine diretto, decise alla fine di abbandonarlo, per permettere al giovane di imparare a sopravvivere.
- Sergente Noma Banks, interpretato da Kim Engelbrecht: Appartiene all'Armata dell'Arcangelo, è inoltre la migliore amica di Alex e l'unica a sapere della sua relazione proibita con Claire. Durante un pattugliamento Noma rivela ad Alex che la loro relazione, avvenuta ai tempi in cui entrambi erano reclute, è terminata perché un superiore, avendola scoperta, ha minacciato di espellere Alex. Questa notizia, assieme alla fine del suo rapporto con Claire spinge Alex a riprendere la relazione con la collega. Gabriel rivelerà che Noma è un angelo superiore, cui Michael ha assegnato il compito di sorvegliare Alex. La sua identità viene rivelata anche al Consiglio di Vega, cosa che la costringe a fuggire. Gabriel la cattura e minaccia di ucciderla e di distruggere anche Vega se Alex non si schiererà volontariamente con lui. Alex alla fine accetta.
- Bixby, interpretato da Betsy Wilke: È una giovane orfana che Alex ha preso a cuore. Il piano di Alex prevede di fuggire da Vega con lei e Claire in modo da non dover più sottostare alle regole della città. È presente nel momento in cui Michael rivela che Alex è il Prescelto, e per proteggerla, Claire la prende sotto la sua custodia, portandola a casa sua. Qui viene ferita dall'attacco di un angelo che cerca di uccidere Alex. Mentre si trova in ospedale riprendendosi dalle ferite, David la uccide preoccupato che possa rivelare ad altri l'identità di Alex. La sua morte verrà imputata alla gravità delle ferite riportate nell'attacco.
- Roan, interpretato da Luam Staples: Un angelo superiore, membro dei Potenti, alleato di Gabriel, sotto le sembianze di un bambino uccide Jeep
- Furiad, interpretato da Anton David Jeftha: Un angelo superiore, membro dei Potenti, alleato di Gabriel, attacca Michael e lo ferisce gravemente, come risultato ottiene un rimprovero da Gabriel, che ancora spera di riavere il fratello dalla sua parte nella guerra all'umanità.
- Sergente Ethan Mack, interpretato da Jonathan Howard: È un sergente dell'Armata dell'Arcangelo, amico di Alex e Noma. Considera Alex un fratello ed è a conoscenza dell'attrazione di Noma per lui. Durante il servizio presso le case dell'elite di Vega, preleva alcuni oggetti che poi ridistribuisce fra gli altri soldati. Quando Alex abbandona la città, si presenta da Michael per difenderlo, dando così all'Arcangelo l'opportunità di seguire il giovane e riavvicinarsi a lui.